# Crypto.com Arena
De Crypto.com Arena is een multifunctioneel sportcomplex in Los Angeles, Californië in het L.A. Live-gebied. Het is gevestigd naast het Los Angeles Convention Center in Downtown. Het complex kostte $ 375 miljoen en werd gefinancierd door privaat geld. Het stadion is vernoemd naar Crypto.com die in 2021 $ 700 miljoen betaalde voor de naamrechten. Voorheen was het stadion als Staples Center vernoemd naar Staples Inc..

## Geschiedenis
Het complex is geopend op 17 oktober 1999 met een optreden van Bruce Springsteen en werd spoedig daarna twee keer winnaar van de Pollstar-CIC-Arena van het Jaar-prijs. De Los Angeles Lakers, Los Angeles Clippers, Los Angeles Sparks en Los Angeles Kings spelen er hun thuiswedstrijden. In het verleden speelden de Los Angeles Avengers en de Los Angeles D-Fenders hier ook hun wedstrijden. Het was daarmee het enige sportcomplex ter wereld waar vijf verschillende sporten werden gespeeld.
Het complex geeft ruimte aan 250 evenementen en 4 miljoen bezoekers per jaar. Sinds de opening zijn hier verschillende belangrijke evenementen gehouden zoals de Democratische Nationale conventie uit 2000, het Amerikaanse kunstrijden kampioenschap van 2002, National Hockey League All-Star Game van 2002 en 2004, het NBA All-Star Weekend en de Pacific-10 Conference van 2004, de WTA Tour Championships van 2002 tot 2005, de eerste uitreiking van de Latin Grammy Awards in 2000, de jaarlijkse uitreiking van de Grammy Awards sinds 2000 met als uitzondering 2003 en het UFC 60-evenement. Naast het huisvesten van het WrestleMania 21 in 2005 heeft de arena ook WWE Unforgiven in 2002, WWE Judgment Day in 2004, WWE No Way Out in 2007 en andere WWE evenementen gehuisvest.
Het sportcomplex werd vlak na de dood van Michael Jackson vaak in de media genoemd omdat de zanger daar zijn repetities hield voor de vijftig concerten die gepland stonden in de O2 Arena. Op 7 juli 2009 werd er een openbare herdenkingsdienst voor de zanger gehouden.